# Rhinosardinia bahiensis
Rhinosardinia bahiensis är en fiskart som först beskrevs av Steindachner, 1879.  Rhinosardinia bahiensis ingår i släktet Rhinosardinia och familjen sillfiskar. Inga underarter finns listade i Catalogue of Life.